# 住吉大社站
住吉大社站（日语：／ Sumiyoshi-Taisha eki */?）是一個位於日本大阪府大阪市住吉區長峽町，屬於南海電氣鐵道（南海）南海本線的鐵路車站。
2016年1月31日廢除的阪堺電氣軌道（阪堺）上町線的住吉公園停留場也一併記載。南海本線車站在1979年以前稱為住吉公園站。

## 車站構造

### 南海住吉大社站
島式2面4線複複線高架車站。但是上行下行的海側軌道（快速線，2號月台、4號月台）都作為臨時月台，正常情況下關閉供通過列車專用。此月台只在正月三日日間供區間急行、急行、機場急行臨時停車時使用。有效長度為10節編組，不使用的部分以欄杆封鎖。
月台位於3樓，閘口位於2樓。

#### 月台配置
| 月台 | 路線   | 方向 | 目的地                               | 備註                         |
| ---- | ------ | ---- | ------------------------------------ | ---------------------------- |
| 1    | 南海線 | 下行 | 和歌山市方向 （ 機場線）關西機場方向 |                              |
| 2    | 南海線 | 下行 | （臨時月台通常只限通過列車）         | （臨時月台通常只限通過列車） |
| 3    | 南海線 | 上行 | 難波方向                             |                              |
| 4    | 南海線 | 上行 | （臨時月台通常只限通過列車）         | （臨時月台通常只限通過列車） |

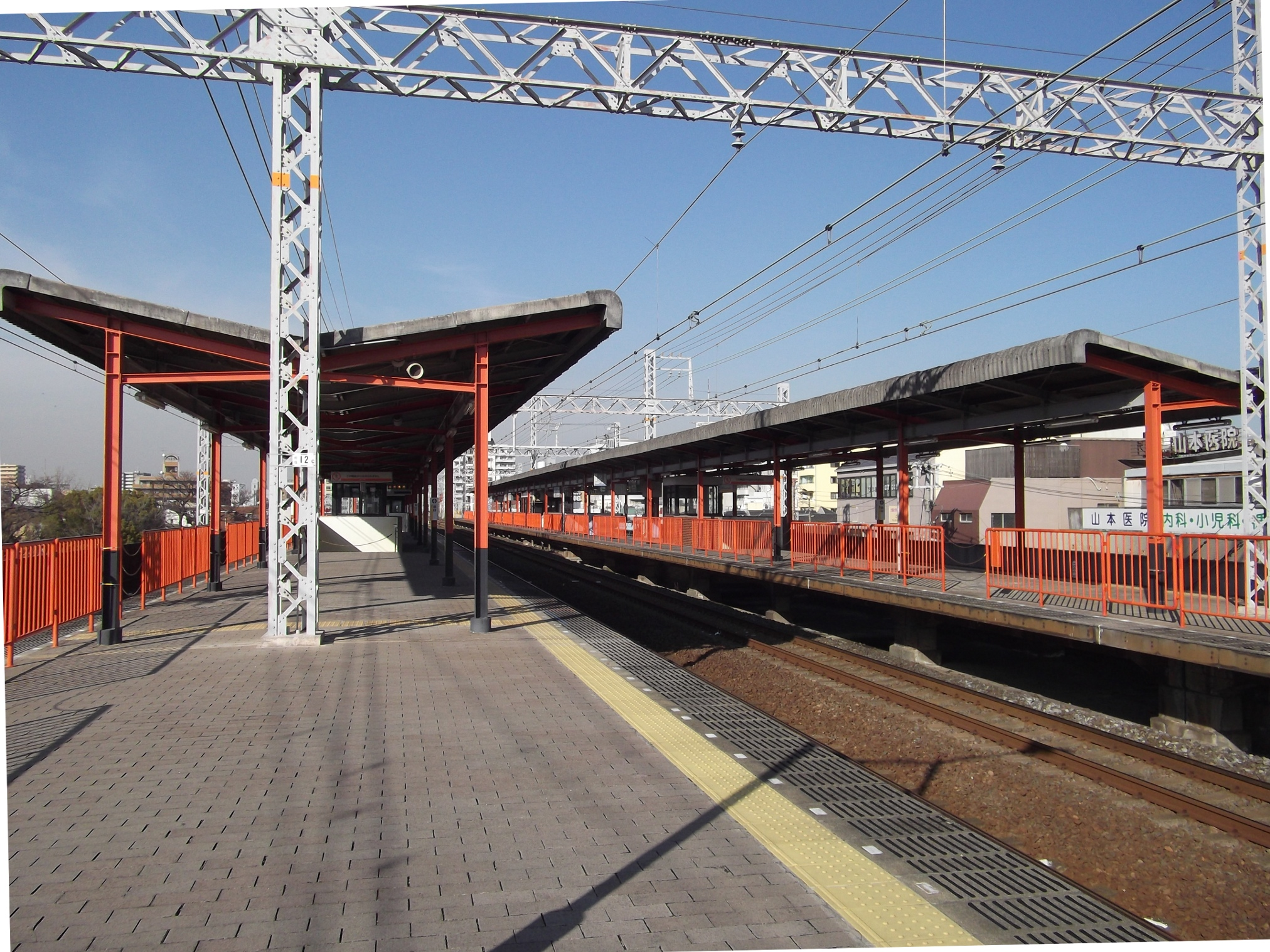
月台
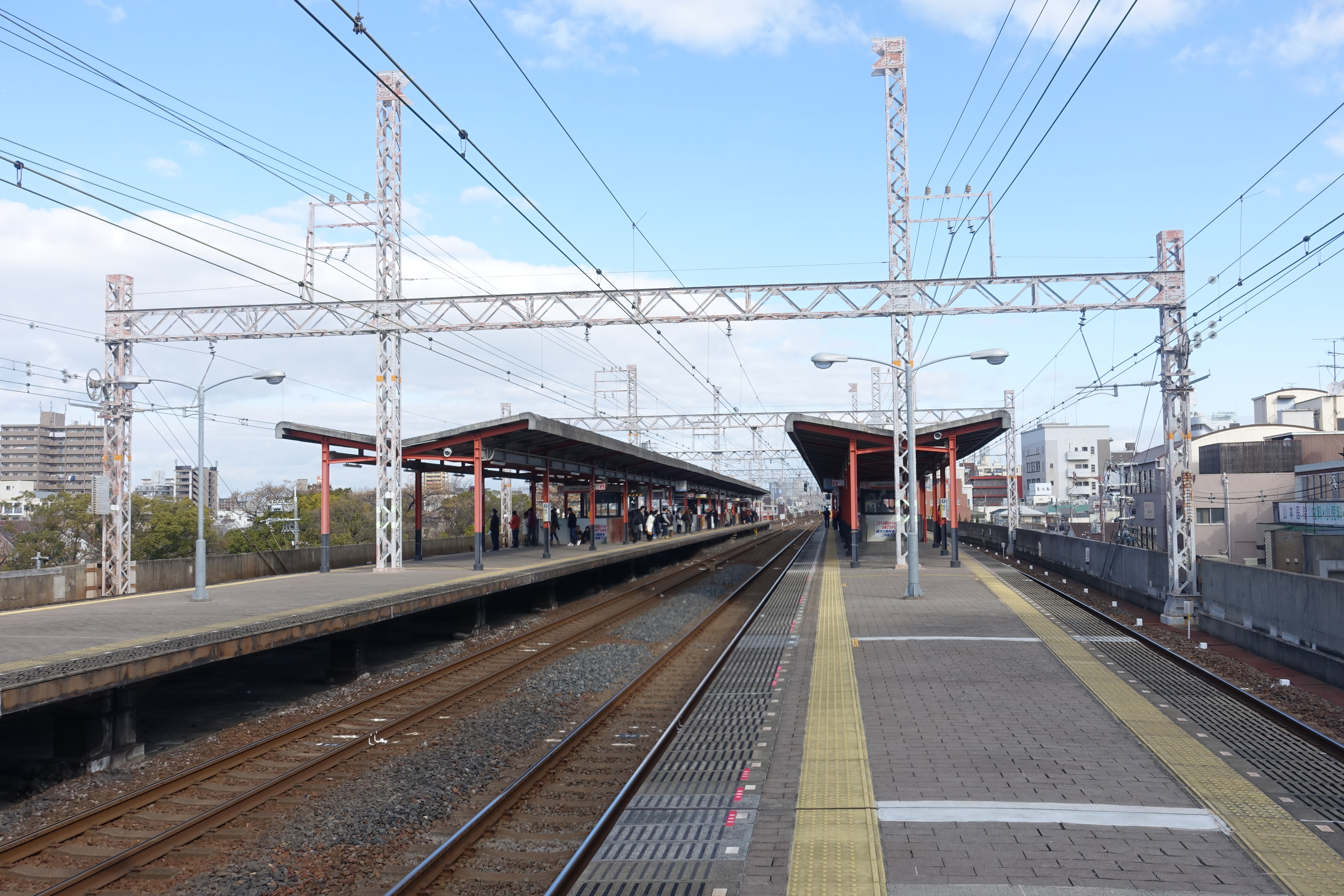
拆去欄杆時正月3日的月台
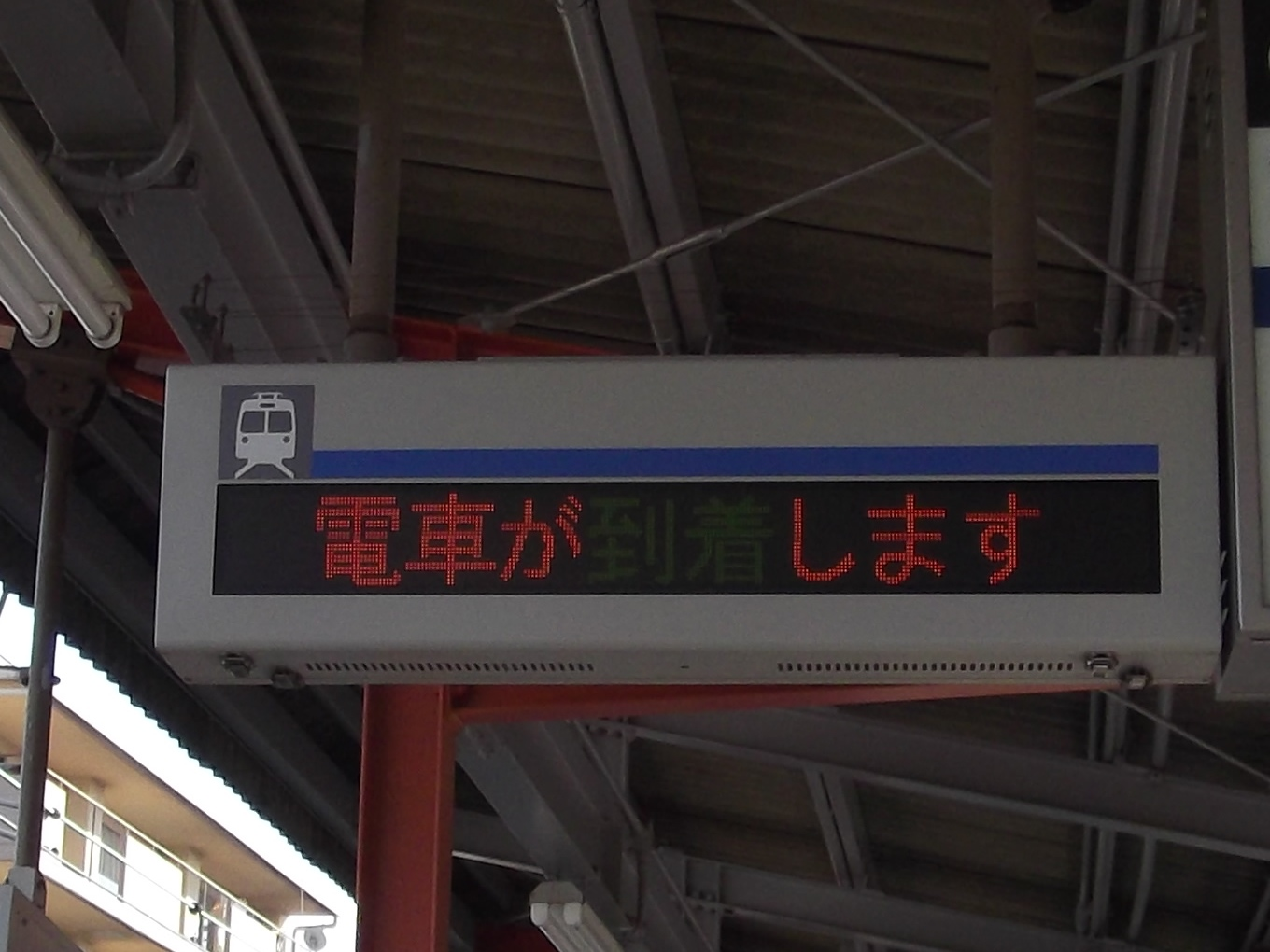
LED式列車接近顯示屏
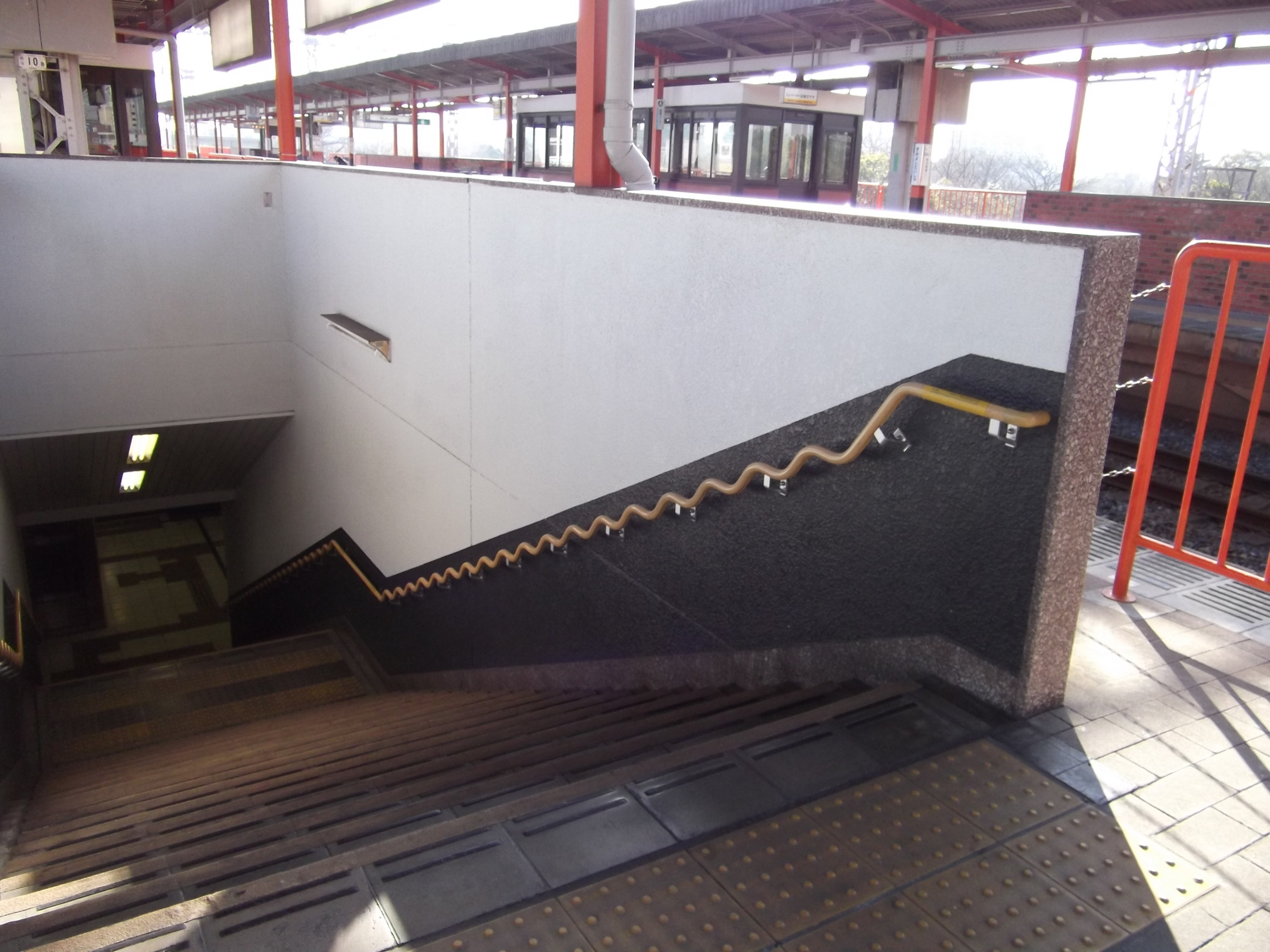
樓梯的波型手
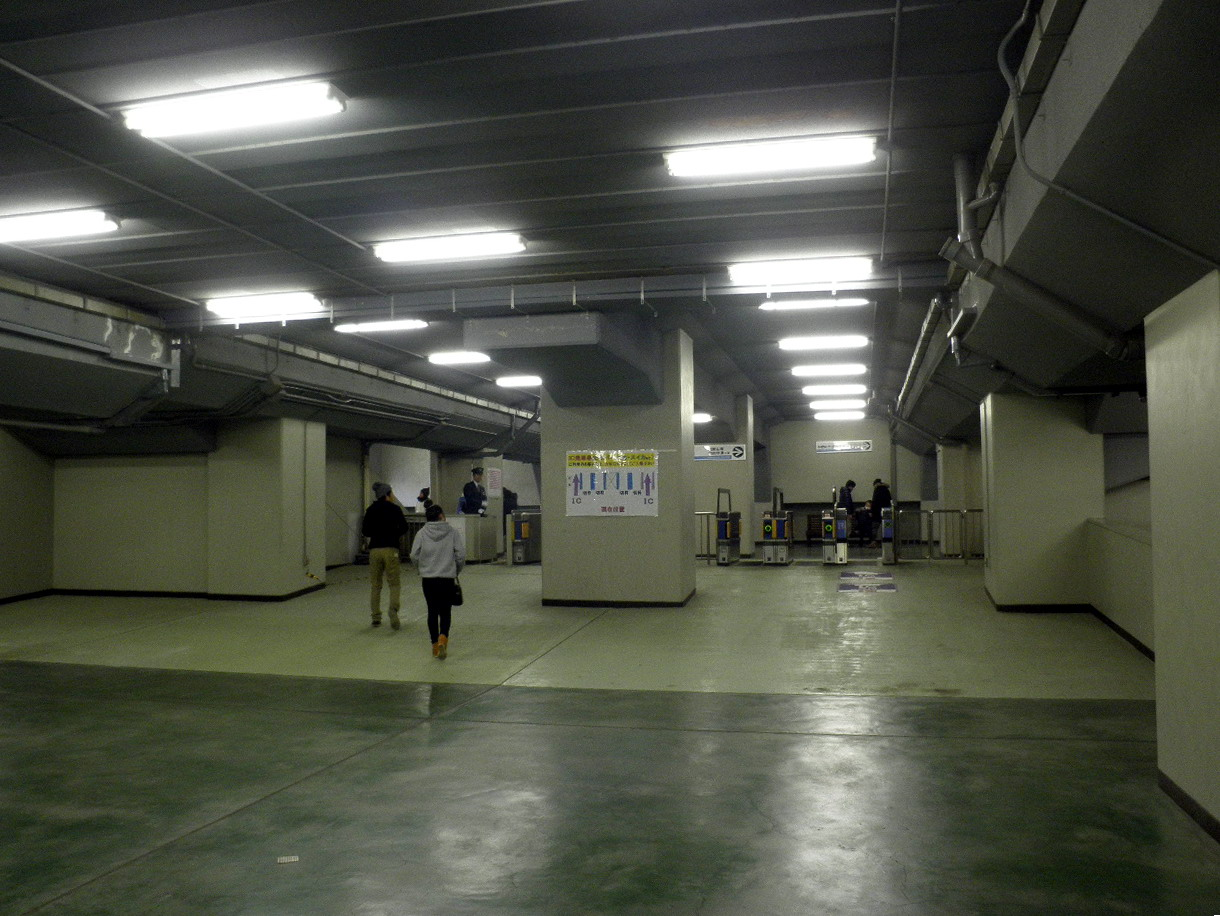
只限正月3日使用的臨時閘口

### 阪堺上町線住吉公園停留場
南海住吉大社站東鄰的港灣式3面2線月台（1號月台為兩側月台）的地面車站。月台長度為2節長，最多可停靠4列車。
2015年8月28日阪堺電氣軌道公佈向國土交通大臣申請上町線住吉－住吉公園間在2016年1月31日廢除，該停留場申請在2016年1月31日廢除。廢除的理由為住吉－住吉公園間的軌道鋪設超過60年以上，必須進行改建工程，而改建需數億日圓費用，而且對經營有很大影響。最終電車為Mo 161號車。至此，車站編號HN11欠號。

#### 月台配置
| 月台 | 路線    | 目的地                 | 備註                                   |
| ---- | ------- | ---------------------- | -------------------------------------- |
| 1、2 | ■上町線 | 阿倍野、天王寺站前方向 | 廢除時2號月台1日1班與正月3日時刻表使用 |

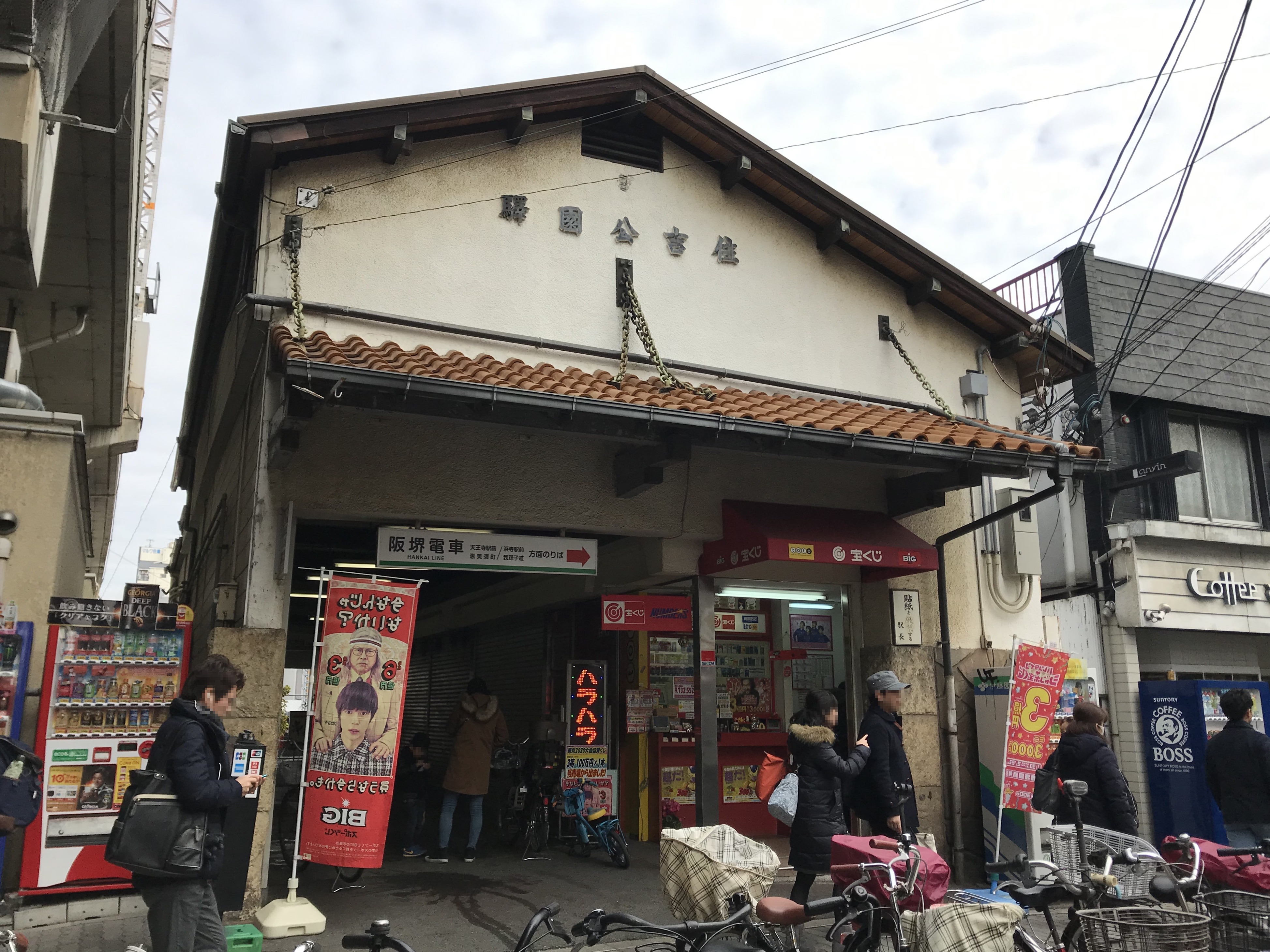
站舍
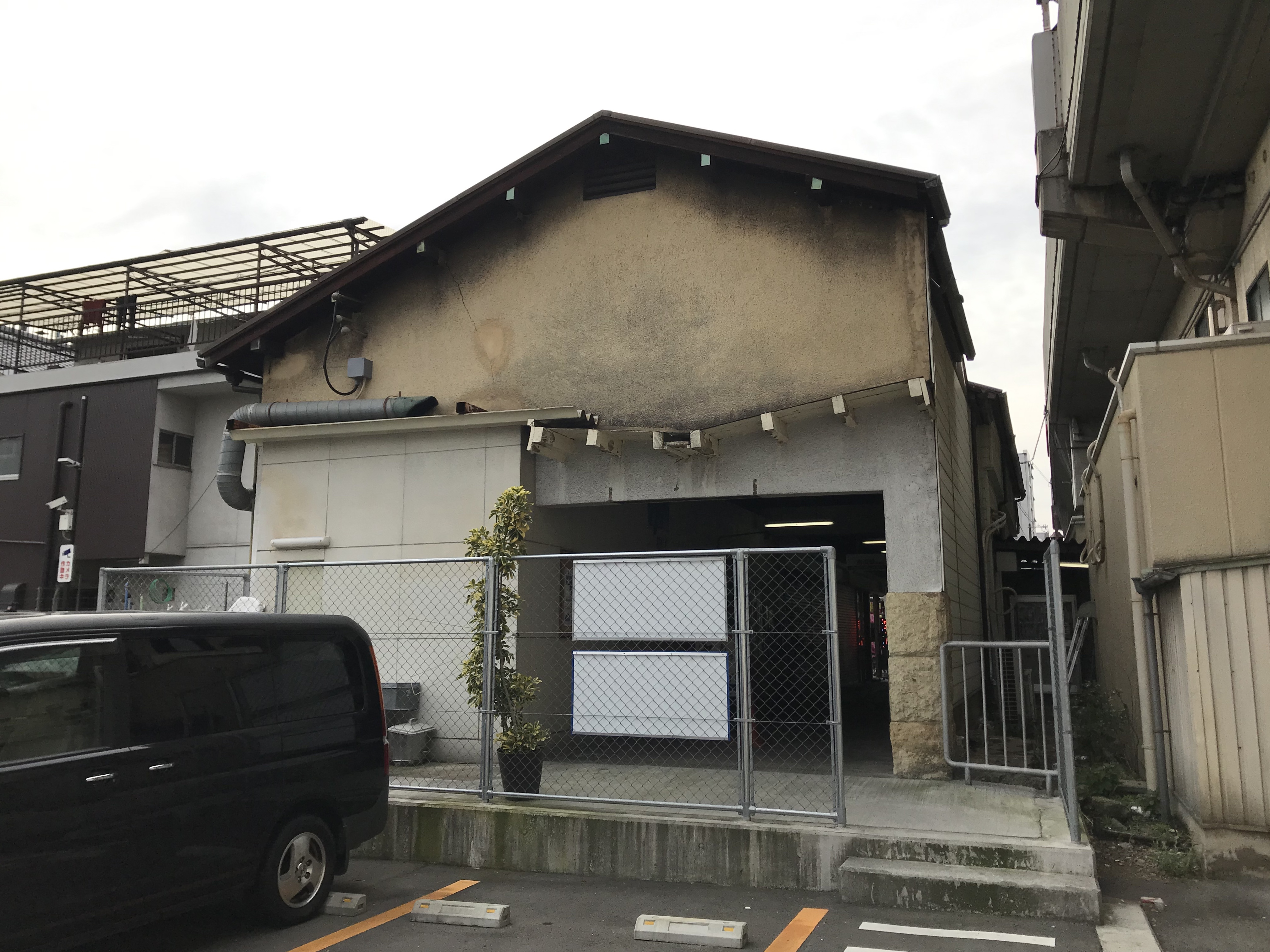
站舍裏側
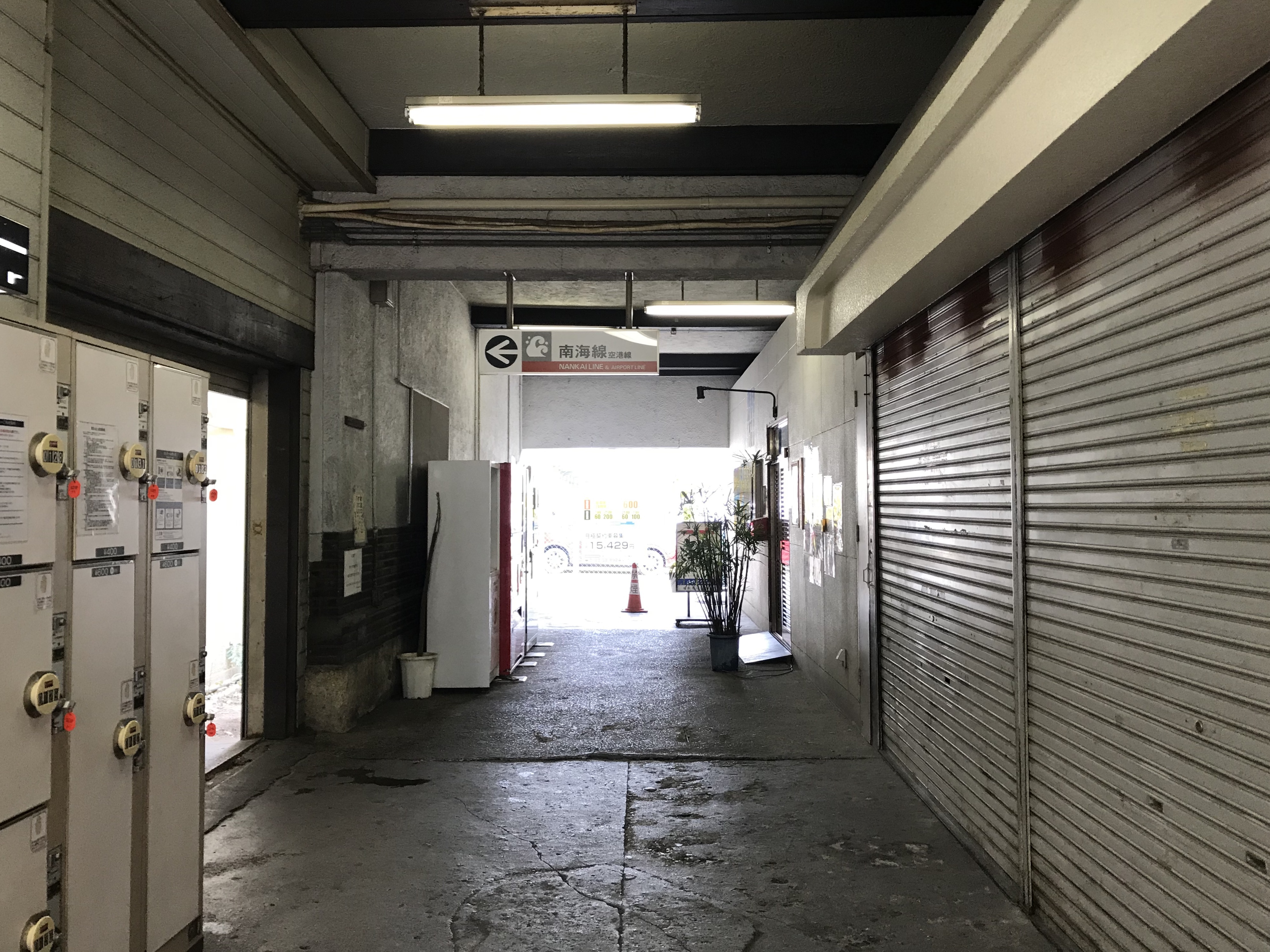
站舍內的樣子。左側為往南海住吉大社站的聯絡口。
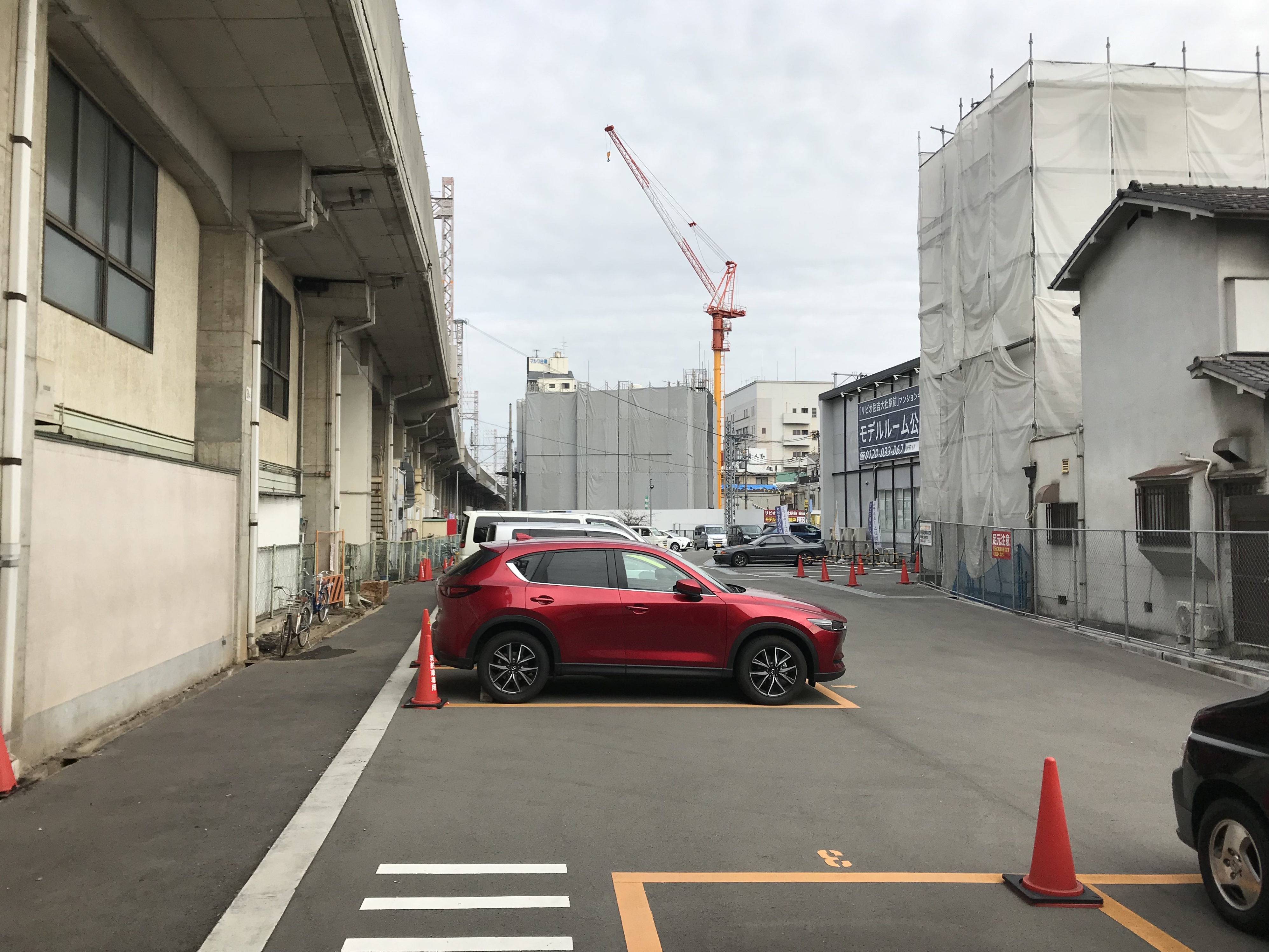
廢站後月台拆去成為停車場

## 使用情況
- 南海住吉大社站 - 2018年（平成30年）度1日平均上下車人次為9,033人（上車人次：4,502人，下車人次：4,531人）。
- 阪堺住吉公園停留場 - 2011年（平成23年）度1日上下車人次為829人（上車人次：472人，下車人次：357人）[5]。

南海電鐵近年1日平均上下、上車人次如下表。
| 年度   | 1日平均 上下車人次 | 1日平均 上車人次 | 順位 | 來源   |
| ------ | ------------------ | ---------------- | ---- | ------ |
| 1990年 | 12,650             | 6,578            | -    | [ 6 ]  |
| 1991年 | 12,691             | 6,598            | -    | [ 7 ]  |
| 1992年 | 12,359             | 6,408            | -    | [ 8 ]  |
| 1993年 | 12,343             | 6,429            | -    | [ 9 ]  |
| 1994年 | 12,136             | 6,297            | -    | [ 10 ] |
| 1995年 | 12,027             | 6,220            | -    | [ 11 ] |
| 1996年 | 11,758             | 6,088            | -    | [ 12 ] |
| 1997年 | 11,255             | 5,772            | -    | [ 13 ] |
| 1998年 | 10,969             | 5,584            | -    | [ 14 ] |
| 1999年 | 10,552             | 5,289            | -    | [ 15 ] |
| 2000年 | 10,440             | 5,237            | -    | [ 16 ] |
| 2001年 | 10,244             | 5,111            | -    | [ 17 ] |
| 2002年 | 10,007             | 4,976            | -    | [ 18 ] |
| 2003年 | 9,733              | 4,824            | -    | [ 19 ] |
| 2004年 | 9,439              | 4,686            | -    | [ 20 ] |
| 2005年 | 9,344              | 4,618            | -    | [ 21 ] |
| 2006年 | 9,311              | 4,598            | -    | [ 22 ] |
| 2007年 | 9,556              | 4,719            | -    | [ 23 ] |
| 2008年 | 9,367              | 4,630            | -    | [ 24 ] |
| 2009年 | 8,970              | 4,430            | -    | [ 25 ] |
| 2010年 | 8,946              | 4,427            | -    | [ 26 ] |
| 2011年 | 8,756              | 4,321            | -    | [ 27 ] |
| 2012年 | 8,664              | 4,271            | -    | [ 28 ] |
| 2013年 | 8,605              | 4,235            | 33位 | [ 29 ] |
| 2014年 | 8,475              | 4,149            | 33位 | [ 30 ] |
| 2015年 | 8,632              | 4,211            | 33位 | [ 31 ] |
| 2016年 | 8,738              | 4,328            | 32位 | [ 32 ] |
| 2017年 | 8,970              | 4,458            | 32位 | [ 33 ] |
| 2018年 | 9,033              | 4,502            | 33位 | [ 34 ] |

## 相鄰車站
南海電氣鐵道
 南海本線
■特急南方、■急行、■機場急行、■區間急行、■準急
通過（但是正月3日日間會有機場急行、區間急行臨時停車）
■普通
粉濱（NK07）－住吉大社（NK08）－住之江（NK09）

### 曾經存在的路線
阪堺電氣軌道
上町線
住吉（HN10）－住吉公園（HN11）

### 來源
1. ↑  上町線 住吉〜住吉公園間（0.2km）の軌道事業の廃止申請についてPDF - 阪堺電気軌道、2015年8月28日
2. ↑  . 毎日新聞. 2016-01-30  [2016-01-31]. （原始内容存档于2020-10-12）.
3. ↑  鉄道ファン 編集部, , 鉄道ファン No.660 (2016-4), 2016, No.660 (2016-4): pp.76–77
4. ↑  2014年10月平均743人。減班後的2014年11月5日下車19人、上車80人合計99人終電は午前８時２４分　「都会の秘境駅」となった住吉公園駅の岐路 （页面存档备份，存于）産経デジタル　2014年11月5日
5. ↑  大阪府統計年鑑（平成3年）PDF
6. ↑  大阪府統計年鑑（平成4年）PDF
7. ↑  大阪府統計年鑑（平成5年）PDF
8. ↑  大阪府統計年鑑（平成6年）PDF
9. ↑  大阪府統計年鑑（平成7年）PDF
10. ↑  大阪府統計年鑑（平成8年）PDF
11. ↑  大阪府統計年鑑（平成9年）PDF
12. ↑  大阪府統計年鑑（平成10年）PDF
13. ↑  大阪府統計年鑑（平成11年）PDF
14. ↑  大阪府統計年鑑（平成12年）PDF
15. ↑  大阪府統計年鑑（平成13年）PDF
16. ↑  大阪府統計年鑑（平成14年）PDF
17. ↑  大阪府統計年鑑（平成15年）PDF
18. ↑  大阪府統計年鑑（平成16年）PDF
19. ↑  大阪府統計年鑑（平成17年）PDF
20. ↑  大阪府統計年鑑（平成18年）PDF
21. ↑  大阪府統計年鑑（平成19年）PDF
22. ↑  大阪府統計年鑑（平成20年）PDF
23. ↑  大阪府統計年鑑（平成21年）PDF
24. ↑  大阪府統計年鑑（平成22年）PDF
25. ↑  大阪府統計年鑑（平成23年）PDF
26. ↑  大阪府統計年鑑（平成24年）PDF
27. ↑  大阪府統計年鑑（平成25年）PDF
28. ↑  大阪府統計年鑑（平成26年）PDF
29. ↑  大阪府統計年鑑（平成27年）PDF
30. ↑  大阪府統計年鑑（平成28年）PDF
31. ↑  大阪府統計年鑑（平成29年）PDF
32. ↑  大阪府統計年鑑（平成30年）PDF
33. ↑  大阪府統計年鑑（令和元年）PDF

## 外部連結
- 住吉大社 - 南海電氣鐵道